# Манаф
Мана́ф (араб. مناف; англ. Manaf) — божество давньоарабського пантеону. Шанувалось по всій Північній та Центральній Аравії, в Мецці був одним з найважливіших богів. Функції Манафа точно не з'ясовані, імовірно, ототожнювався з Зевсом з давньогрецькому пантеоні. Значення імені «Манаф» інтерпретується як «високий», що може характеризувати його як астральне божество. Відомо, що статуя Манафа була предметом поклоніння жінок, але під час менструацій їм заборонялося перебувати поруч зі статуєю. 

## Див. Також
- Арабська міфологія